# 碘化钬
碘化钬是一种钬的碘化物，化学式为HoI3。

## 制备
碘化钬可由金属钬和碘化汞加热反应得到：
2 Ho + 3 HgI2 → 2 HoI3 + 3 Hg
反应中生成的单质汞可以通过蒸馏除去。